# 萊頓站
萊頓站（英語：Leyton tube station）是英國倫敦地鐵中央線東段的中途站，位於萊頓。本站鄰接斯特拉福德和萊頓斯通站，位於倫敦軌道運輸第3收費區。萊頓站於1856年8月22日隨東郡鐵路通車而啟用，比倫敦地鐵首條路線（大都會線）通車的時間還要早。萊頓東方足球俱樂部的主場位於本站附近。

## 位置
萊頓站鄰近萊頓圖書館、新斯皮特爾菲爾茲市場（於1991年5月落成的果菜市場）、萊頓東方足球俱樂部主場館和聖派翠克天主教公墓。在本站附近，中央線與 A12 路並排，本站入口則與 A112 路連繫。本站所服務的地區本身就與其同名，位於倫敦沃爾瑟姆森林區 A12 高速公路以北。萊頓主要為住宅區，房屋建於 1870 年至 1910 年之間。車站原名下萊頓是因為本站位於李河的較下游位置，以及當地的古教區曾被稱為下萊頓。該教區後於1921年改稱萊頓。 本站的服務範圍亦涵蓋了萊頓斯通南面的 Cathall 住宅區。

## 歷史
東郡鐵路公司建造了從勞頓支線樞紐（位於斯特拉福德和李橋之間的李河谷線上）到勞頓的鐵路線，於 1856 年 8 月 22 日通車。萊頓站於同日啟用，時稱下萊頓 (Low Leyton)。 1867 年 11 月 27 日，大東部鐵路將其更名為萊頓。目前的車站建築主要建於 1879 年的重建時期，當時原來的平交道口被一座橋樑取代。從倫敦及東北鐵路轉移到倫敦地鐵時，作為中央線東延工程的一部分，車站亦進行了一些改建。
1933 年，中央線（時稱中央倫敦鐵路）納入倫敦客運委員會管理。倫敦客運委員會後於新工程計劃 1935-40 制定對該線進行大規模延伸計劃，其中就包括將中央線的服務範圍擴展到本站。 本站於 1947 年 5 月 5 日東延至萊頓斯通，本站首次由中央線提供服務。
1990 年代，毗鄰本站、頗具爭議的 M11 延伸線（現為 A12）建造工程拆除了本站的北售票處和入口（建於 1901 年）。 21 世紀初，本站作為倫敦地鐵 PPP 項目的一部分進行了全面翻新。

### 升級和無障礙通道工程
據倫敦交通局稱，由於本站售票大廳狹小（因為車站位於橫跨軌道的橋樑上方），且檢票口靠近車站外的狹窄人行道，導致該站在高峰時段嚴重擁擠 。2011年，倫敦交通局宣布將為本站擴容，以應對2012年奧運會期間預計增加的客量，並緩解現有的擁塞狀況。該項工程將會開闢一條從西行月台通往古道爾路（Goodall Road）的新通道。但這項工作從未實現。
2019 年，沃爾瑟姆森林和倫敦交通局宣布將資助 1,800 萬英鎊對該站進行擴建和升級，包括無障礙通道。此工程將包括在現有售票大廳以北建造一個新的、更大的售票大廳、一座新的行人天橋、更寬的樓梯以及通往兩個月台的無障礙通道。倫敦交通局地產公司將把現有的售票大廳建築重新用作零售單位。2020 年，沃爾瑟姆森林與倫敦交通局簽署了一項融資協議，預計工程將於 2021 年開始，2023 年完工。然而，相關工程於2025年2月才展開，並預計於2027年春季完成。

## 列車服務及連繫

### 列車班次
萊頓站位於中央線上，西連斯特拉福德，東接萊頓斯通站。本站位於倫敦軌道運輸第3收費區，是中央線東段惟一完全位於第3收費區的車站（斯特拉福德站位於第2/3收費區，萊頓斯通站位於第3/4收費區）。 在非繁忙時段，中央線的列車服務按支線分組：西萊斯里普支線上的列車往返於埃平，而往返伊靈大道的列車則在海諾特環線上運行。尖峰時段的服務較不規則，列車可以在任意兩個終點站之間不定期運行（例如從伊靈大道到埃平）。截至2020年1月，平日非繁忙時段本站的列車班次（以每小時列車數量計算）是：
| 西行班次                                                  | 東行班次                                                                         |
| --------------------------------------------------------- | -------------------------------------------------------------------------------- |
| 9班 往西萊斯里普 3班 往諾索爾特 9班 往伊靈大道 3班 往白城 | 9班 往埃平 3班 往勞頓 6班 往海諾特（經紐貝利公園） 3班 往紐貝利公園 3班 往海諾特 |

若把上述服務加起來，白城和萊頓斯通之間的核心區段，每小時共有 24 趟列車（每 2 分 30 秒一趟）。在尖峰時段，列車頻率會進一步增加，核心區段每小時單程列車數量最多為 35 列。
2016年8月19日起，中央線開始逢周五及周六晚上提供通宵列車服務。2020年3月20日至2021年11月，通宵列車服務曾經因為2019冠狀病毒病英國疫情而暫停。本站的通宵列車班次（以每小時列車數量計算）如下：
- 3班 往伊靈大道（西行）
- 3班 往白城（西行）
- 3班 往海諾特（東行，經紐貝利公園）
- 3班 往勞頓（東行）

### 陸路交通
倫敦巴士 58、69、97及158號均服務本站。